# Steven Stucky
Steven Stucky (Hutchinson, 7 novembre 1949 – Ithaca, 14 febbraio 2016) è stato un compositore statunitense vincitore del Premio Pulitzer per la musica nel 2005.

## Biografia
Stucky nacque a Hutchinson, nel Kansas. All'età di 9 anni si trasferì con la sua famiglia ad Abilene, nel Texas, dove, da adolescente, studiò musica nelle scuole pubbliche e, privatamente, viola con Herbert Preston, direzione orchestrale con Leo Scheer e composizione con Macon Sumerlin. Frequentò la Baylor University e la Cornell, dove studiò con Richard Willis, Robert Palmer, Karel Husa e Burrill Phillips.
Stucky scrisse lavori commissionati per molte delle principali orchestre americane, tra cui Baltimore, Chicago, Cincinnati, Dallas, Los Angeles, New York, Minnesota, Filadelfia, Pittsburgh, Saint Louis e Saint Paul. Lavorò a lungo con la Los Angeles Philharmonic Orchestra, dove fu compositore residente dal 1988 al 2009 (la più lunga collaborazione di tale genere nella storia orchestrale americana). Fu ospite della serie Hear & Now del 2005-09 della New York Philharmonic e fu compositore dell'anno dell'Orchestra Sinfonica di Pittsburgh per la stagione 2011-12. Per la Pittsburgh compose Silent Spring, in onore del 50º anniversario dell'omonimo libro di Rachel Carson. Collaborò con il celebre pianista e autore Jeremy Denk per creare la sua prima opera, The Classical Style (tratta dal celebre libro di Charles Rosen), presentata in anteprima a giugno 2014 all'Ojai Music Festival. Altre composizioni degne di nota di Stucky comprendono il poema sinfonico Radical Light (2007), Rhapsodies for Orchestra (2008), l'oratorio 4 agosto 1964 (2008), una Sinfonia (2012) e il suo Secondo Concerto per Orchestra (2003), che vinse il premio Pulitzer per la musica nel 2005.
Stucky era un esperto del compositore polacco Witold Lutosławski e scrisse lo studio del 1981 Lutoslawski and His Music. Fu anche curatore della celebrazione del centenario del 2013 del compositore della Philharmonia Orchestra, Woven Words: Music Begins Where Words End. Stucky fu "Given Foundation Professor of Composition" alla Cornell University di Ithaca, New York.
Alla Cornell fondò l'Ensemble X e lo guidò per nove stagioni, dal 1997 al 2006, mentre allo stesso tempo era anche la forza trainante della celebre serie Green Umbrella a Los Angeles. Insegnò anche a Eastman e Berkeley, nella seconda come "Ernest Bloch Professor" nel 2003. Dopo diverse precedenti esperienze di insegnamento e direzione, nel 2013 diventò compositore in residenza della Artist Faculty presso l'Aspen Music Festival and School. Nel 2014 diventò professore emerito alla Cornell ed entrò nella facoltà di composizione della Juilliard School.
Tra i compositori che hanno studiato con Stucky ci sono Joseph Phibbs, Marc Mellits, Robert Paterson, David Conte, Thomas C. Duffy, Yotam Haber, James Matheson, Steven Burke, Xi Wang, Spencer Topel, Diego Vega, Fang Man, Anna Weesner, Hannah Lash, Andrew Waggoner, Sean Shepherd, Chris Arrell and Jesse Jones. Ha tenuto master class e prestato servizio come residente in tutto il mondo, tra cui al Conservatorio Centrale di Musica di Pechino, al Conservatorio di musica di Shanghai, al Cleveland Institute of Music, al Curtis Institute of Music, alla Rice University, al Collegio svedese per lo studio avanzato, al Tanglewood Music Center e molti altri.
Stucky morì di cancro al cervello nella sua casa a Ithaca, New York, il 14 febbraio 2016. Gli sono sopravvissuti la sua seconda moglie, Kristen Frey Stucky, i suoi due figli dal suo primo matrimonio con Melissa Stucky, Matthew e Maura, due fratelli e due sorelle.

## Composizioni

### Orchestra
- Kenningar (Sinfonia n. 4) (1977–78)
- Transparent Things: In Memoriam V.N. (1980)
- Double Concerto (1982–85, rev. 1989), per violino, oboe/oboe d'amore e orchestra da camera
- Voyages (1983–84), per violoncello e orchestra di fiati
- Dreamwaltzes (1986)
- Concerto for Orchestra No. 1 (1986–87)[12]
- Son et Lumière (1988)[13]
- Threnos (1988), per gruppo di fiati
- Angelus (1989–90)
- Anniversary Greeting (1991)
- Impromptus (1991)
- Funeral Music for Queen Mary (after Purcell) (1992), per orchestra di fiati
- To Whom I Said Farewell (1992, rev. 2003), per mezzosoprano e orchestra da camera
- Fanfare for Los Angeles (1993)
- Ancora (1994)
- Fanfares and Arias (1994), per gruppo di fiati
- Fanfare for Cincinnati (1994)
- Concerto for Two Flutes and Orchestra (1994)
- Pinturas de Tamayo (1995)[14]
- Music for Saxophones and Strings (1996)
- Concerto Mediterraneo (1998), per chitarra e orchestra
- Escondido Fanfare (1998)
- American Muse (1999), per baritono e orchestra
- Concerto for Percussion and Wind Orchestra (2001)
- Colburn Variations (2002), per orchestra d'archi
- Etudes (2002), concerto per flauto dolce e orchestra da camera
- Spirit Voices (2002–03), concerto per percussioni e orchestra[15]
- Second Concerto for Orchestra (2003)[16]
- Jeu de timbres (2003)[17]
- Hue and Cry (2006), per gruppo di fiati[18]
- Radical Light (2006–07)[19]
- Rhapsodies for Orchestra (2008)[20][21]
- Chamber Concerto (2009)
- Silent Spring (2011)[22][23]
- Sinfonia (2012)[24][25]

### Opera
- The Classical Style: An Opera (of Sorts) (2013–14), libretto di Jeremy Denk, basato sul libro di Charles Rosen[26][27]

### Coro
- Spring and Fall: To a Young Child (1972), per coro SATB a cappella
- Drop, drop, slow tears (1979), per coro SATB a cappella
- Cradle Songs (1997), per coro SATB a cappella[28]
- To Musick (2000), per coro di uomini a cappella
- Skylarks (2001), per coro S.A. e SATB a cappella
- Whispers (2002), per soli SATB a cappella e coro SATTBB
- Three New Motets (2005), per doppio coro SATB a cappella (O admirabile commercium, O sacrum convivium, O vos omnes)
- Eyesight (2007), per coro SATB a cappella
- August 4, 1964 (2007–08), per soprano, mezzosoprano, tenore e baritono soli, coro SATB e orchestra[29][30][31]
- The Kingdom of God (In No Strange Land) (2008), per coro SATB a cappella
- Gravity’s Dream (2009), per coro SATB a cappella
- Say Thou Dost Love Me (2012) per coro SATB a cappella
- Take Him, Earth (2012) per coro SATB con orchestra da camera
- Winter Stars (2014) per coro SATB a cappella
- The Music of Light (2015) per doppio coro SATB a cappella[32]

### Camera
- Movements (1970), per quattro violoncelli
- Quartet (1972–73), per clarinetto, viola, violoncello e pianoforte
- Movements III.: Seven Sketches (1976), per flauto e clarinetto
- Refrains (1976), per cinque percussioni
- Notturno (1981), per sassofono contralto e pianoforte
- Varianti (1982), per flauto, clarinetto e pianoforte
- Boston Fancies (1985), per flauto, clarinetto, percussioni, pianoforte, violino, viola e violoncello
- Serenade (1990), per quintetto di fiati
- Birthday Fanfare (1993), per tre trombe
- Salute (1997), per flauto, clarinetto, corno, trombone, percussioni, pianoforte, violino e violoncello
- Ad Parnassum (1998), per flauto, clarinetto, percussioni, pianoforte, violino e violoncello[28]
- Ai due amici (1998), per gruppo da camera
- Tres Pinturas (1998), per violino e pianoforte
- Nell'ombra, nella luce (1999–2000), per quartetto d'archi
- Partita-Pastorale after J.S.B. (2000), per clarinetto, pianoforte e quartetto d'archi[28]
- Tamayo Nocturne (2001), per gruppo da camera
- Sonate en forme de préludes (2003–04), per oboe, corno e clavicembalo
- Meditation and Dance (2004), per clarinetto e pianoforte[28]
- Piano Quartet (2005), per violino, viola, violoncello e pianoforte
- Four Postcards (2008), per quintetto di fiati e marimba
- Piano Quintet (2009–10), per due violini, viola, violoncello e pianoforte
- Scherzino (2010), per sassofono contralto e pianoforte
- Allegretto quasi Andantino (Schubert Dream) (2010), per pianoforte a quattro mani
- Aus der Jugendzeit (2011), per basso-baritone, flauto, clarinetto/basso clarinetto, violino, violoncello, pianoforte, e percussioni
- Rain Shadow (2012), per violino, viola, violoncello e pianoforte
- Sonata for Violin and Piano (2013)
- Cantus (2015), per 6 suonatori

### Voce solista
- Sappho Fragments (1982), per voce femminile e gruppo da camera
- Two Holy Sonnets of Donne (1982), mezzosoprano, oboe e pianoforte
- Four Poems of A.R. Ammons (1992), per baritono e gruppo da camera
- To Whom I Said Farewell (1992, rev. 2003), per mezzosoprano e orchestra da camera
- American Muse (1999), per baritono e orchestra
- Aus der Jugendzeit (2010–11), per baritono e gruppo da camera
- The Stars and the Roses (2013), per tenore e orchestra
- The Stars and the Roses (2013), per tenore e gruppo da camera
- Out of the Cradle Endlessly Rocking (2014), per basso-baritono e pianoforte

### Strumento solista
- Three Little Variations for David (2000), per solo piano[28]
- Album Leaves (2002), per solo piano[28]
- Dialoghi (2006), per solo violoncello
- Dust Devil (2009), per sola marimba
- Isabelle Dances (2009–10), per sola marimba
- Sonata for Piano (2014)

### Arrangiamenti di musica di altri compositori
- Noctuelles (Miroirs, No.1) (Maurice Ravel, orch. Stucky 2001) (Theodore Presser Co.)
- Les Noces (Igor Stravinsky, orch. Stucky 2005), per voci sole, coro SATB. e grande orchestra (Chester Music)
- Bucolics (Witold Lutosławski, arr. Stucky 2006), per 9 strumenti (Chester Music)
- Eight Songs from the Spanish Songbook (Hugo Wolf, orch. Stucky 2008), per mezzosoprano e orchestra (Theodore Presser Co.)
- Four songs for the Dolce Suono Ensemble[33] e voce di baritono ("Per questa bella mano", "Ruhe sanft" (dalla Zaide), e "Das Veilchen" di Mozart; "Erlkönig" di Schubert, arr. Stucky 2012) (Theodore Presser Co.)

## Premi
- 1974: ASCAP Premio Victor Herbert per la composizione
- 1975: Primo premio, concorso American Society of University Composers
- 1978: Composer Fellowship, National Endowment for the Arts
- 1982: ASCAP Premio Deems Taylor (per "Lutoslawski and His Music")
- 1986: John Simon Guggenheim Fellowship
- 1989: Finalista, Premio Pulitzer per la musica (Concerto for Orchestra No. 1)[34]
- 1991: Koussevitzky Music Foundation Commission
- 1995: Encomio speciale, National Association of Composers USA
- 1997: Bogliasco Foundation Fellowship, Centro Studi Ligure (Italy)
- 1998: Barlow Endowment Commission
- 2001: Fondo Aaron Copland per sovvenzioni per la registrazione di musica americana
- 2002: Goddard Lieberson Fellowship, American Academy of Arts and Letters
- 2003: Bloch Lecturer, University of California at Berkeley
- 2005: Premio Pulitzer per la musica per il Second Concerto for Orchestra[4][5]
- 2006: Paul Fromm Composer-in-Residence, American Academy in Rome
- 2006: Eletto fiduciario dell'American Academy in Rome
- 2006: Eletto all'American Academy of Arts and Sciences
- 2006: Membro del Consiglio di amministrazione della Koussevitzky Music Foundation
- 2007: Eletto all'American Academy of Arts and Letters
- 2008: Presidente eletto del Consiglio di amministrazione, American Music Center
- 2011: Eletto Vicepresidente del Consiglio di amministrazione, New Music USA
- 2011: Compositore dell'anno, Orchestra Sinfonica di Pittsburgh, stagione 2011/12
- 2013: August 4, 1964 Grammy Award nominato per il Best Classical Contemporary Composition[35]
- 2013: Brock Commission[36]